# Sperduti nell'harem
Sperduti nell'harem (Lost in a Harem) è un film del 1944 diretto da Charles Reisner.

## Trama
Peter e Harvey, due inetti prestigiatori in giro nel regno del medio oriente di Barabeeha, aiutano il principe Ramo, privato del diritto di voto, a riacquistare il trono da suo zio Nimativ, che usa due magici anelli ipnotici e metodi spietati per mantenere il suo potere. I ragazzi evadono dalla cella sotterranea malsana, eludono le guardie del palazzo e i suoi boia, ed evitano il rilevamento nell'harem reale.